# Goofy's Freeway Troubles

Goofy's Freeway Troubles est un court métrage d'animation de Dingo produit par Walt Disney, sorti le 22 septembre 1965. C'est la suite de Freewayphobia No. 1.

## Synopsis
Dingo montre par le contre-exemple de nouvelles manières de conduire sur les autoroutes.

## Fiche technique
- Titre original : Goofy's Freeway Troubles
- Autres titres[2],[3] :
  - Titre alternatif : Freewayphobia No. 2
- Série : Dingo
- Réalisateur : Les Clark
- Scénario : William R. Bosché
- Voix[2]: Pinto Colvig (Dingo), Paul Frees (narrateur)
- Directeur artistique : Kendall O'Connor
- Animateur[2],[3]:  Jack Boyd, Bob McCrea, Cliff Nordberg, Walt Peregoy, Robert W. Youngquist
- Layout : Ray Aragon
- Décor[2] : Bill Layne
- Effets d'animation : Dan MacManus
- Producteur : Walt Disney
- Distributeur : Buena Vista Distribution Company
- Date de sortie : 22 septembre 1965
- Format d'image : couleur (Technicolor)
- Son : Mono (RCA Photophone)
- Durée : 13 minutes[1]
- Musique[2]: George Bruns
- Langue : anglais
- Pays de production :  États-Unis

## Voix françaises
- Jacques Dynam : Dingo
- Roland Ménard : le narrateur

## Commentaires
Le film ne fait pas partie de la série des Dingo ni des Comment faire... Il a été produit pour éduquer les spectateurs et fait partie des films éducatifs produits par les studios de Disney.
Le film est la suite de Freewayphobia No. 1 sorti quelques mois plus plutôt.